# بوبولیا
بوبولیا (به لاتین: Bobulja) یک منطقهٔ مسکونی در مونته‌نگرو است که در شهرداری دانیلوگراد واقع شده‌است. بوبولیا ۲۳۵ نفر جمعیت دارد.